# Hendrick Van Blarenberghe
Hendrick Van Blarenberghe (Bailleul 1646 - Lille 1712), ancêtre et fondateur de la dynastie de peintres lillois des Van Blarenberghe.

## Biographie
Né sous l'autorité espagnole, on suppose que sa mère vint s'installer à Lille en 1670, après la mort de son mari, et c'est en 1680 qu'il est admis dans le corps des peintres de Lille.
Il est qualifié plus tard de « peintre miniaturiste », il est donc le créateur de la tradition miniaturiste des Van Blarenberghe.
Son œuvre est encore méconnue, elle comprend scènes de chasse et de patinage traditionnel dans les Flandres.
Après la conquête de Lille par le Prince Eugène et ses armées, en 1708, Hendrick, né sous administration espagnole, peintre français, meurt, le 5 mai 1712, sous gouvernance hollandaise.

## Source
- Monique Maillet-Chassagne et Irène de Château-Thierry, "Catalogue raisonné des œuvres des Van Blarenberghe", paris, 2004
- Jean-François Méjanès, Monique Maillet-Chassagne et Irène de Château-Thierry, "Les Van Blarenberghe, des reporters du XVIIIe siècle", paris, 2006